# Пальмоядровое масло

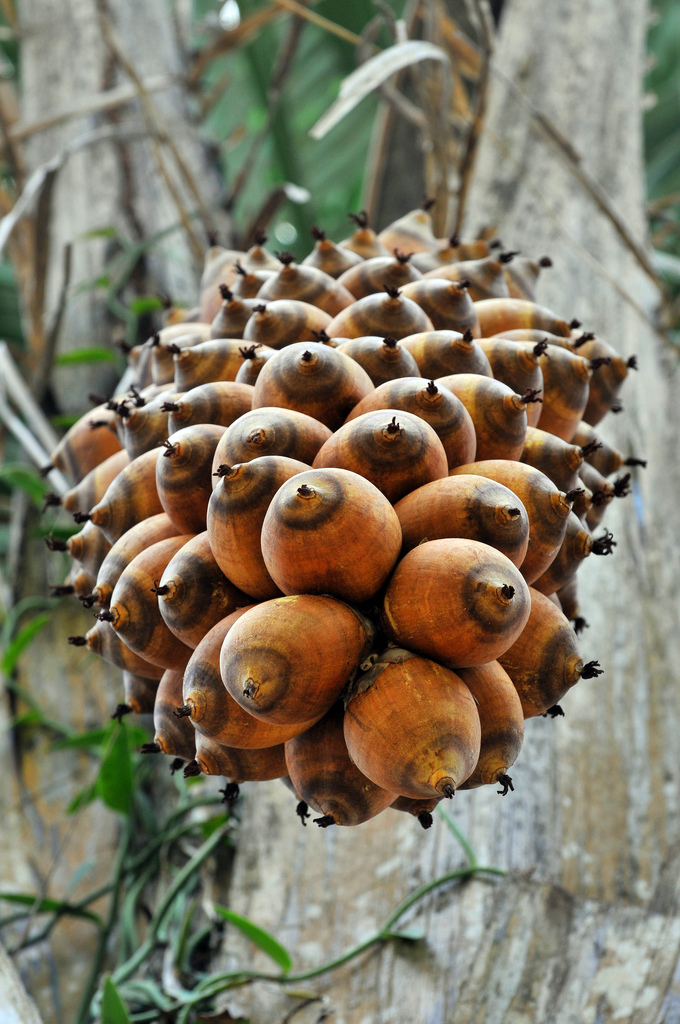
Плоды масличной пальмы

Пальмоядровое масло — твёрдое растительное масло, получаемое из ядер плодов масличной пальмы.
Обладает приятным запахом и вкусом.
По составу и свойствам близко к кокосовому маслу.
Цвет — от бесцветного до желтоватого.
Температура застывания +19…+24 °C.
Температура плавления +25…+30 °C.
Применяется для технических целей, изготовления мыла и свечей. Незначительное количество свежего пальмоядрового масла, с кислотностью не более 8 %, может использоваться в пищевых целях для жарки овощей.